# Nome indisponível
Na nomenclatura zoológica, um nome indisponível é um nome que não está de acordo com a Comissão Internacional de Nomenclatura Zoológica e que portanto não está disponível para uso como um nome válido para um táxon. Tal nome não preenche ao menos um dos pré-requisitos dos Artigos 10 a 20 do Código Internacional de Nomenclatura Zoológica, ou é excluído pelo Artigo 1.3.
Nomes indisponíveis incluem nomes que não foram publicados, como "Oryzomys hypenemus" e "Ubirajara jubatus", nomes que não foram acompanhados por uma descrição (nomina nuda), tal qual o nome  subgenérico Micronectomys, nomes proposto com um ranking inferior ao de subespécie (nomes infrasubespecíficos), como Sorex isodon princeps montanus para uma forma de Sorex, e várias outras categorias.
Apesar da frequente confusão causada pelo senso comum, um nome indisponível não é necessariamente um nomen nudum. Uma boa exemplificação disso é o caso do nome indisponível do dinossauro "Ubirajara jubatus", o qual foi assumido pelo senso comum como sendo um nomen nudum antes de uma análise detalhada de seu status nomenclatural.